# Laurențiu Profeta
Laurențiu Profeta (* 12. Januar 1925 in Bukarest; † 22. August 2006 ebenda) war ein rumänischer Komponist.

## Leben und Werk
Laurențiu Profeta studierte am Bukarester Konservatorium bei Paul Constantinescu Harmonielehre und bei Alfred Mendelsohn Kontrapunkt und Komposition sowie am Moskauer Konservatorium bei E.O. Messner (Komposition) und Jewgeni Golubew (Polyphonie).
Seine Kompositionen haben meist einen rhapsodischen Charakter und zeichnen sich durch reiche Harmonien aus. Er zeigte sich in vielen Genres präsent einschließlich der Genre der Kinder- und Unterhaltungsmusik.

## Werke von Laurențiu Profeta (Auswahl)
- Prinț și cerșețor (Der Prinz und der Bettler, Ballett, 1968).
- Intîmplara din grǎdinǎ (Das Ereignis im Garten, Oratorium für Kinderchor und Orchester, 1956).
- Cantata patriei (Heimatkantate, für Deklamator, Mezzosopran, gemischten Chor und Streichorchester, 1962).
- Cîntece țigǎneșt (Zigeunerlieder, 1967/1968).
- weitere Chöre, Lieder und Unterhaltungsmusik.